# Joe Francis (personnalité politique)
Pour les articles homonymes, voir Joe Francis et Francis.
Joseph Michael « Joe » Francis, né le 11 décembre 1970 à Sydney, est une personnalité politique australienne. Il est membre du Parlement d'Australie-Occidentale représentant le Electoral district of Jandakot (en) le 6 septembre 2008.

### Source
- (en) Cet article est partiellement ou en totalité issu de l’article de Wikipédia en anglais intitulé « Joe Francis (politician) » (voir la liste des auteurs).